# Newsweek

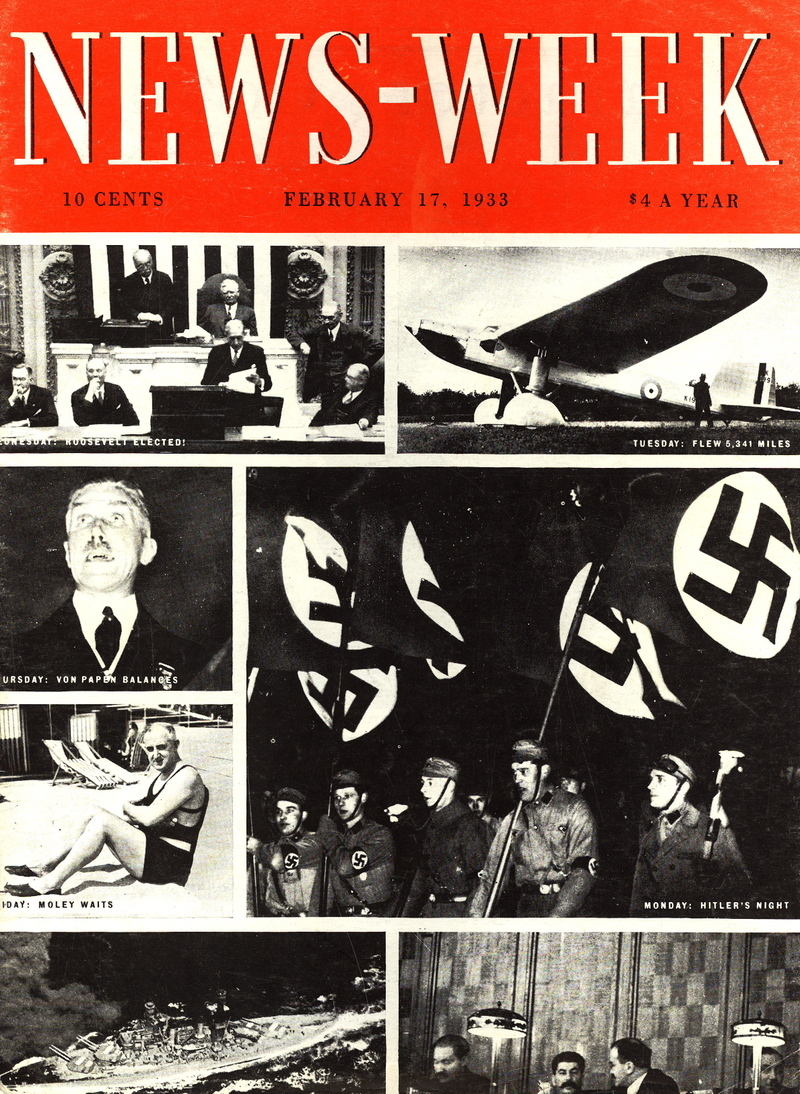
Newsweeks första nummer.

Newsweek är en amerikansk tidskrift med en total upplaga på drygt 4 000 000 exemplar, varav 3 100 000 i USA. Tidskriften kommer ut en gång i veckan och ges ut från New York. Förutom den amerikanska upplagan finns den i japanska, koreanska, polska, ryska, spanska och arabiska upplagor, samt en internationell engelsk. Tidskriften grundades av Thomas J.C. Martyn 17 februari 1933 och ägs sedan 1961 av Washington Post Company. Det är den näst största tidskriften med veckoutgivning i USA efter Time. Den 31 december 2012 kom det sista numret att tryckas, därefter är tidningen enbart aktivt på Internet. Tidningen var först med storyn om Lewinsky-affären men valde att inte publicera den. Drudge Report rapporterade om affären istället.